# Петър Марев
Д-р Петър Василев Марев е български лекар и писател.

## Биография
Роден е на 30 септември 1937 г. в Хасково. Завършва гимназия с пълно отличие в родния си град и е приет във Висшия медицински институт „Николай Петрович Павлов“ в Пловдив. 1963 г. завършва висшето си образование и е назначен по разпределение за военен лекар на поделение 55430 – Хасково. През 1972 г. е преназначен за военен лекар във Военна болница – Хасково, като началник на отделение „Физикална терапия и рехабилитация“. Като такъв се пенсионира – ОЗ Полковник Д-р Петър Марев. За това го наричат „Полковник в армията и генерал в сатирата“.
Петър Марев е първият демократично избран председател на Клуба на дейците на културата в Хасково. В годините по време на прехода води самостоятелна публицистична рубрика по радио възел Хасково. Негова е инициативата за създаване на Клуб на хумориста чийто председател става.
Лекар, истински войник, поет, писател, сатирик, публицист, общественик. Издава 22 книги – стихотворения, поеми, разкази, епиграми, хумор и сатира.

## Произведения
- Червена бие в мен кръвта (1971)
- В ръката с мак (1971)
- Спасена тишина (1977)
- Милост за любов (1993)
- Алея на глупаците (2001)
- Индийско орехче и дедукция (2003)
- Самоиронии (2009)
- С око, жълто като „Балантайн“ (2013)
- Откровението а солта (2013)
- Юбилейник (2013)
- Държава – втора употреба (2013)
- Изключение от правилото (2014)
- В минути на акациев размисъл (2014)
- Като оброк и клетва (2014)
- Мушитрънката (2014)
- Камък в блатото (2015)
- Свят всякакъв (2015)
- Невероятно, но факт (2016)
- Маратон в делника (2016)
- Цял отбор и все юнаци с калпаци, без калпаци (2016)
- Цветни детски картини в стихове (2016)
- Бръмбар в главата (2017)

## Награди
- Голяма награда на Сливенски огньове – „Златна лира“ 1972 г.[2]
- Голямата награда за поезия на Съюза на българските писатели съвместно с БАН за посветената на 1300 години България поема „България“.
- Голямата награда на Комитета за култура за поезия – 1983 г.
- Почетен знак на град Толбухин за поемата „Непокорена земя“
- Голямата награда на списание „Български войн“ за поезия
- Носител на наградата за цялостен принос в областта на литературата и изкуството „Александър Паскалев“ за 2013 г. [3]